# Serre di Rapolano
Serre di Rapolano ist ein Ortsteil (Fraktion, italienisch frazione) von Rapolano Terme in der Provinz Siena, Region Toskana in Italien.

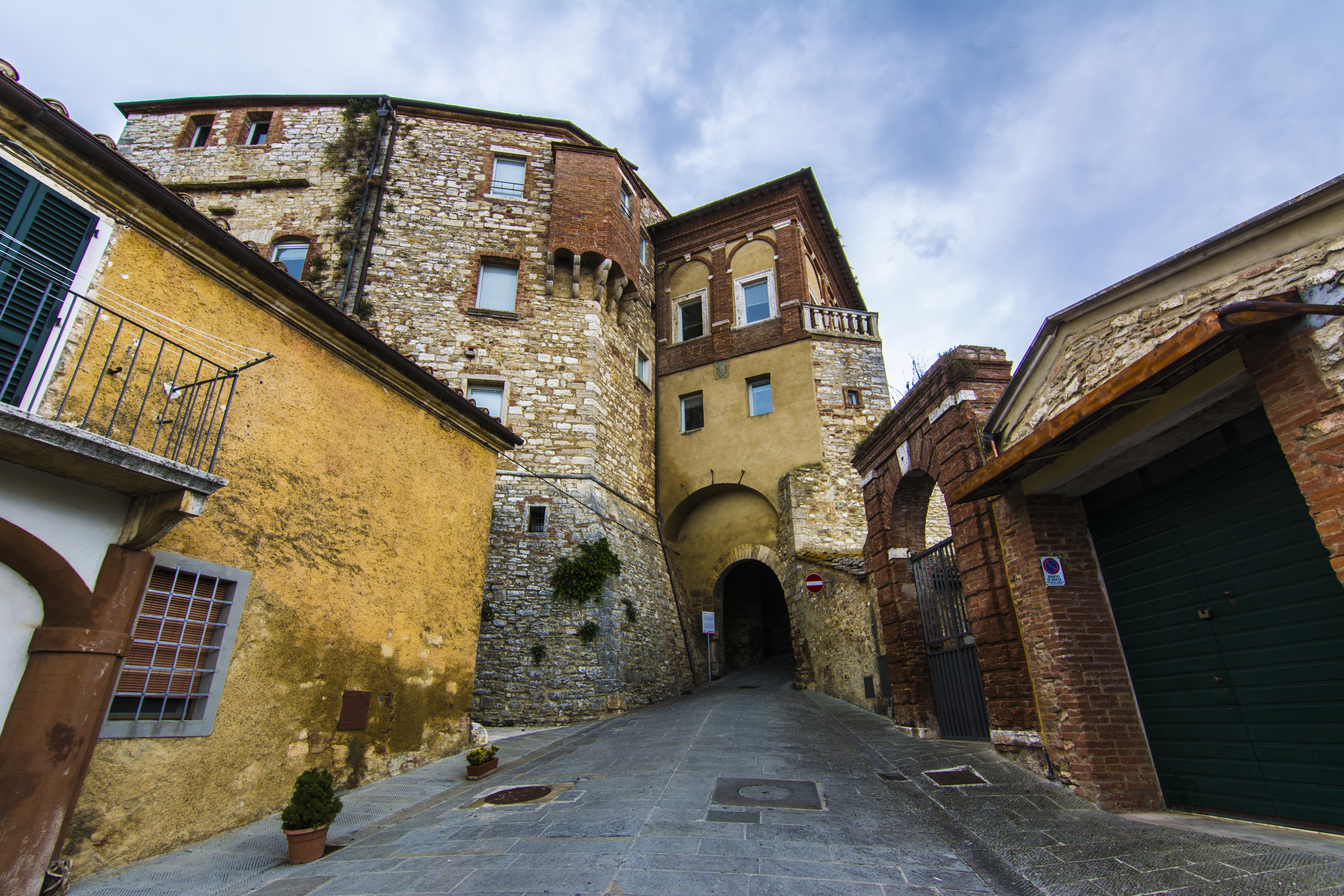
Die Grancia und die Porta San Lorenzo in Serre di Rapolano

## Geografie
Der Ortsteil liegt 3 km südlich des Hauptortes Rapolano Terme und 25 km südöstlich der Provinzhauptstadt Siena bei 350 m in den Crete Senesi und hat ca. 1350 Einwohner. Er ist zugänglich über die drei Stadttore Porta Serraia (auch Porta del Cassero, oberhalb nahe den Befestigungsanlagen gelegen), Porta dell’Apparita (ehemals Porta di San Lorenzo genannt, nahe der Grancia gelegen) und der seitlichen (südlichen) Porta di Sant’Andrea (auch Porta di Borgo oder Porta Sclavi genannt), die zur Via Valle di Piazza führt.
Der historische Ortskern ist unterteilt in drei Terziere. Unterhalb nahe der Grancia liegt das Terziere del Poggio, im mittleren Ort das Terziere di Mezzo und oberhalb nahe der Festung und der Kirche San Lorenzo das Terziere del Santo.

## Geschichte
Der Ort entstand wahrscheinlich schon zur Zeit des Gotenkriegs aufgrund seiner günstigen Position und wurde danach von den Langobarden genutzt. Nach deren Niedergang herrschten lokale Fürsten über den Ort. Im Konflikt von 1174 und 1175 zwischen dem benachbarten Asciano und Siena wurde er von Siena erobert, was von Asciano 1198 anerkannt wurde. Siena gab den Ort zunächst an Arrigo Tommasi und 1234 der Familie des Ildebrandino di Guido degli Scialenghi-Cacciaconti zum Lehen. Familienvorsteher Simone di Ranuccio di Cacciaconti schenkte 1295 Teile des südlichen innerörtlichen Gemeindegebietes an das Hospital Santa Maria della Scala in Siena, die hier eine Grancia (Zehntscheune) als Lagerhaus für die Waren der Crete Senesi errichteten. 1405 wurde die Grancia zur Festung ausgebaut, um die Waren im Konflikt mit Florenz und anderen naheliegenden Städten zu schützten. Der Turm und weitere Gebäudeteile wurden 1555 im Krieg zwischen Florenz und Siena zerstört, aber bereits 1575 durch den Rektor Claudio Saracini wiederaufgebaut. Die Produktion wurde 1790 eingestellt. Enthält heute das Museo dell’Antica Grancia. Bis 1777 war der Ort eigenständige Gemeinde, dann kam er durch die Gebietsreform Riforma Leopoldina von Leopold II. als Ortsteil zu Rapolano Terme.

## Sehenswürdigkeiten

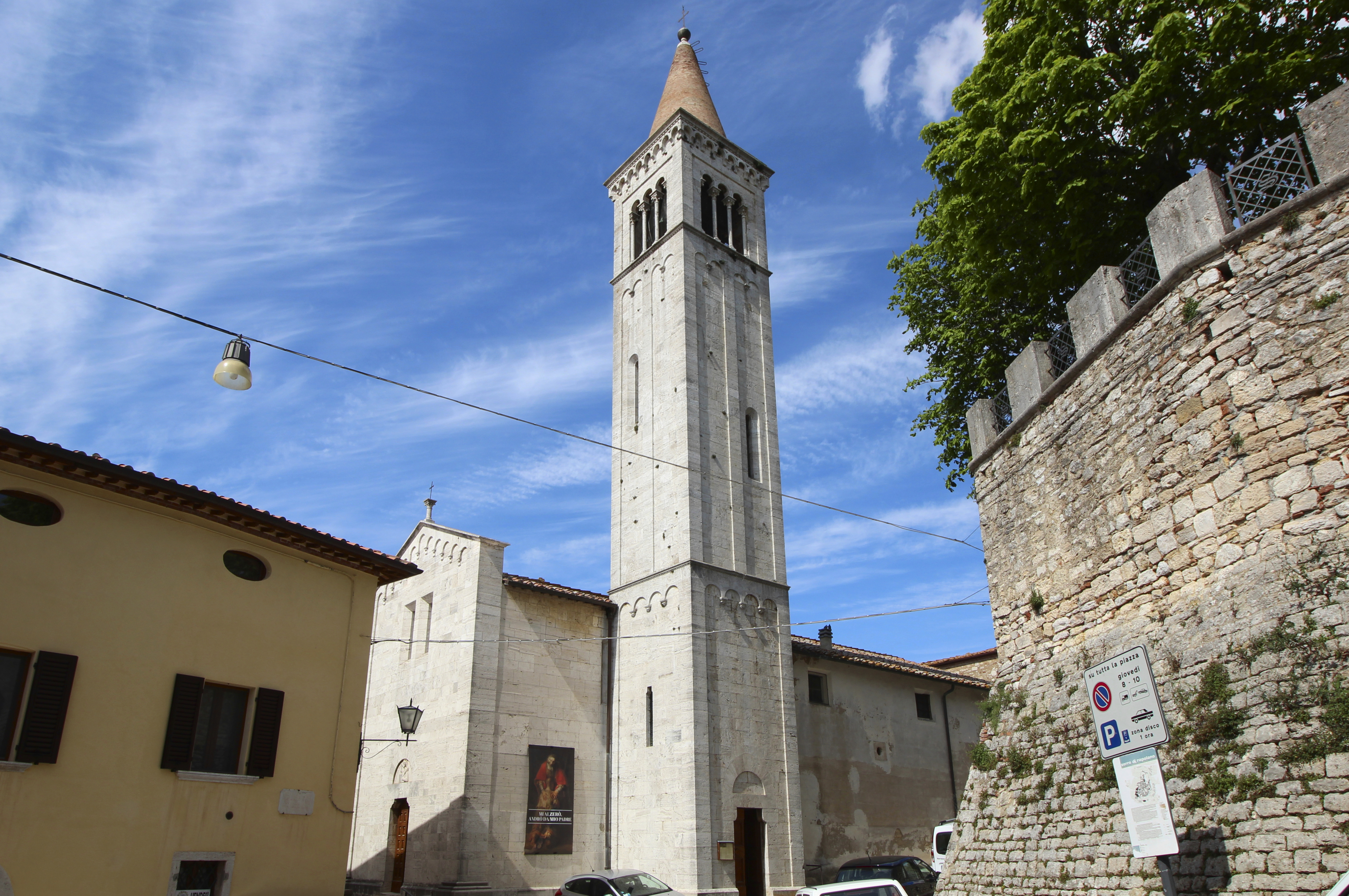
Die Kirche Chiesa dei Santi Lorenzo e Andrea

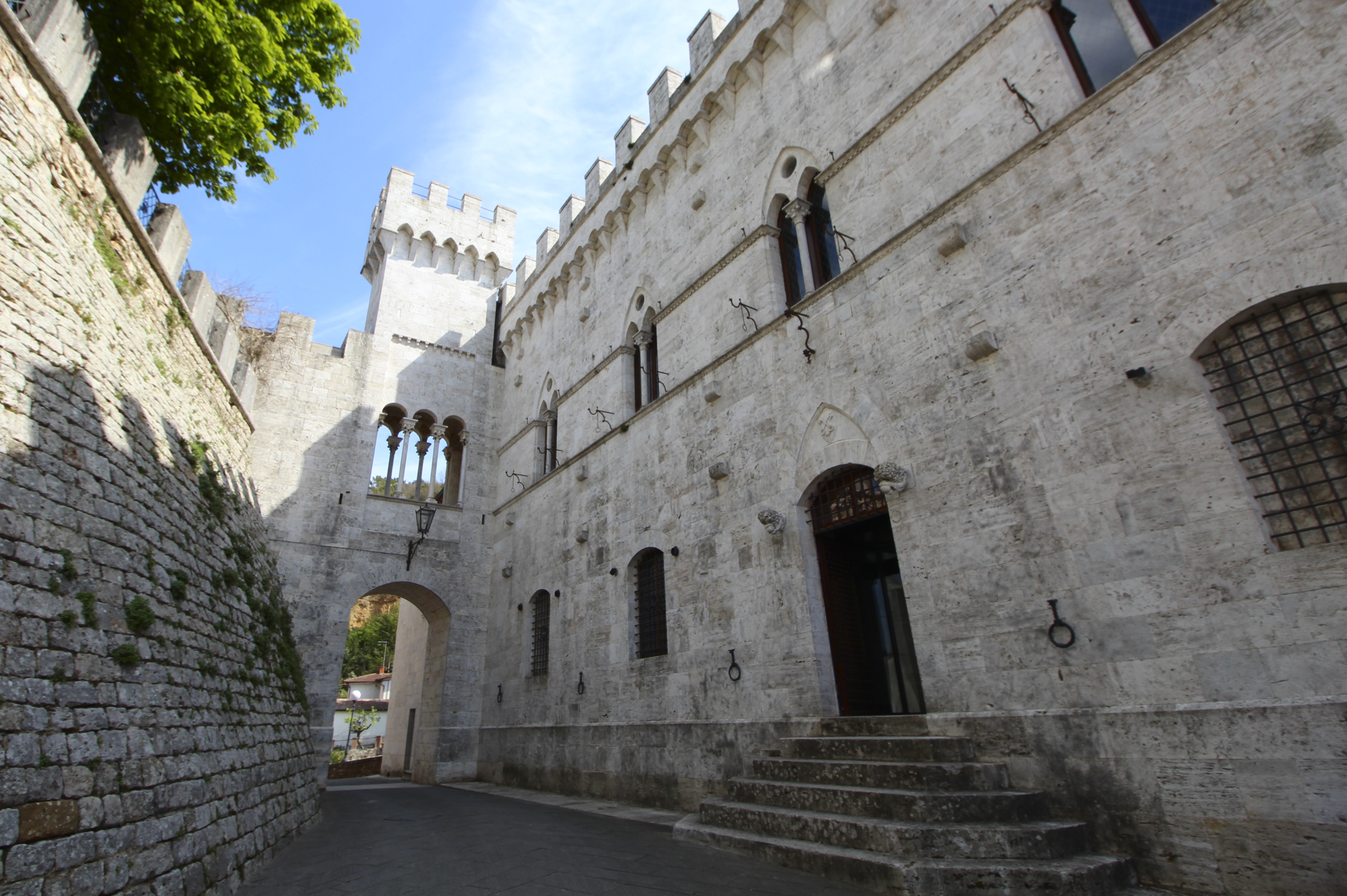
Der Palazzo Gori-Martini

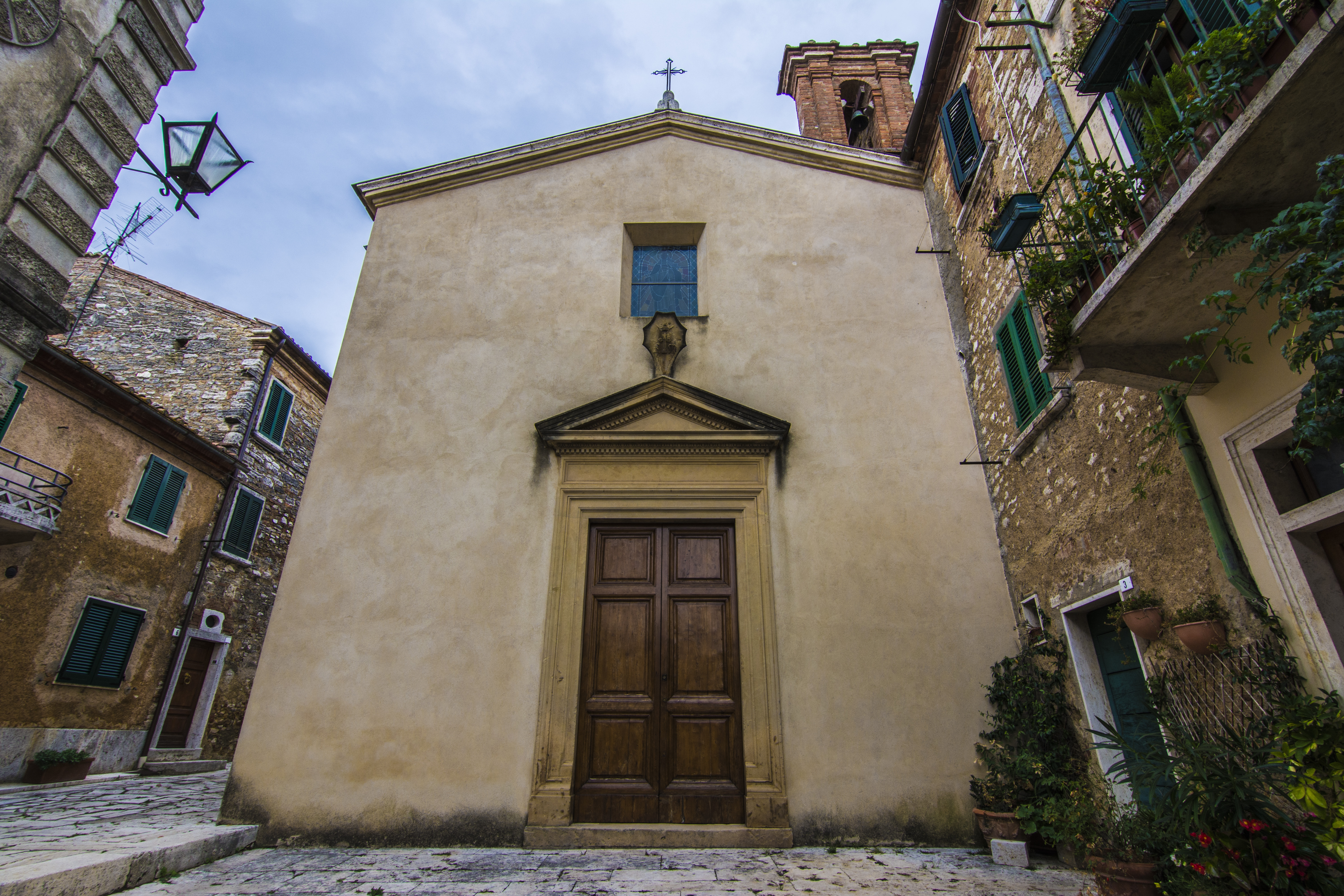
Die Kirche Chiesa della Compagnia di Santa Caterina della Misericordia

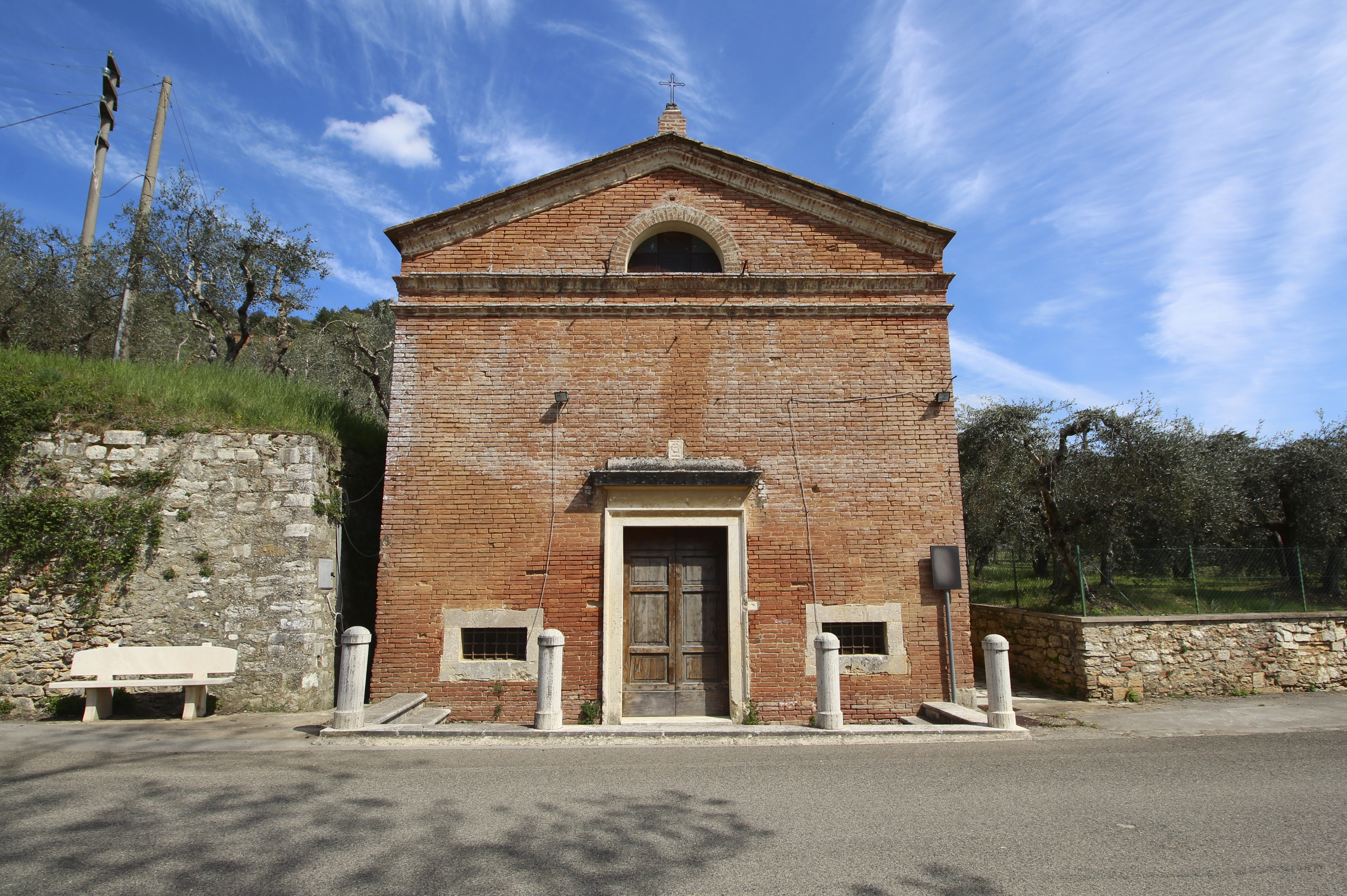
Die Kirche Chiesa della Madonna della Piaggia

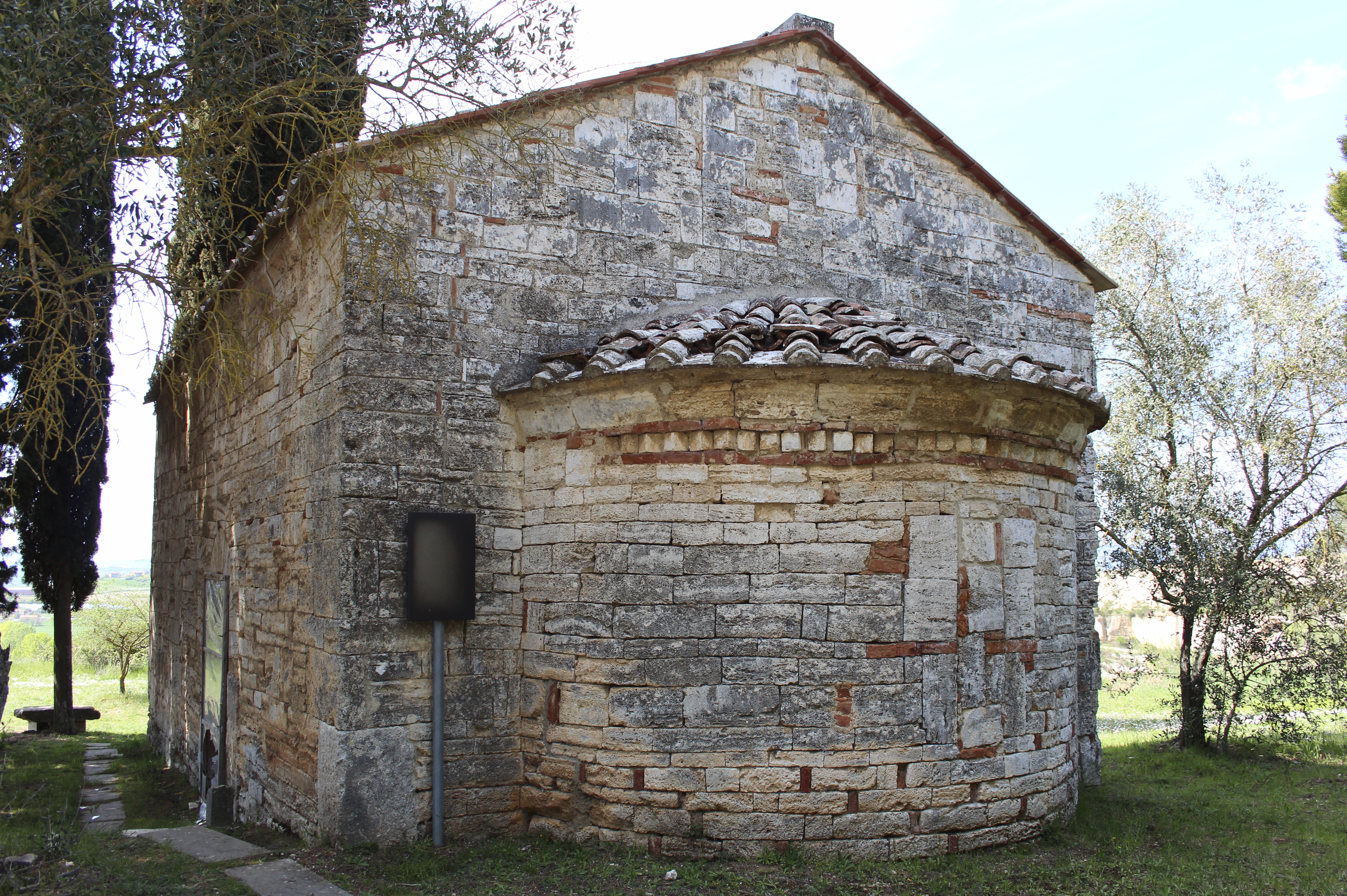
Die Apsis von Sant’Andreino

- Chiesa dei Santi Lorenzo e Andrea, Hauptkirche im Ortskern, die vormals dem San Michele Arcangelo gewidmet war. Liegt an der Piazza XX. Settembre und wird auch Pieve di San Lorenzo genannt. Wurde erstmals 1252 dokumentiert, 1893 wurde der Campanile errichtet. Die Crocifissione genannte Lünette wird Luca di Tommè zugeschrieben, das Leinwandgemälde Madonna che consegna il rosario a San Domenico e a Santa Caterina stammt von Alessandro Casolani. Die Werke Gesù benedicente von Giovanni di Agostino und Santa Caterina da Siena (ca. 1520) von Giovanni di Lorenzo sind ebenfalls hier ausgestellt. Enthält zudem die Cappella Cacciaconti mit Grabmäler der Familie Cacciaconti, die Giovanni di Agostino und seinem Vater Agostino di Giovanni zugeschrieben werden (Grabmal des Cacciaconte Cacciaconti, 1336).
- Chiesa di Santa Caterina, auch Chiesa della Compagnia di Santa Caterina della Misericordia genannte Kirche, die erstmals 1622 dokumentiert wurde. Enthält Werke von Sebastiano Folli (Maria Vergine in Gloria, Santa Caterina che riceve le stigmate davanti al Crocifisso e i Santi Rocco ed Elisabetta) und Astolfo Petrazzi (Santa Caterina che dà la veste al povero).
- Cassero oder auch Castello genannt, ehemalige Befestigungsanlage im Norden des historischen Ortskerns nahe dem Palazzo Gori und der Porta Serraia.
- Cappella di Piazza, Kapelle in der Ortsmitte. Wurde 1922 renoviert und enthält Fresken aus dem 14. Jahrhundert, die um 1980 restauriert wurden.[2]
- Cappella di San Rocco, auch Chiesa di San Rocco genannt, 1506 entstandene Kapelle, die dem Rochus von Montpellier gewidmet ist.
- Cappella di Santa Maria Maddalena, Kapelle der Grancia, enthält Fresken aus dem 13. Jahrhundert.
- Grancia di Serre / Museo dell’Antica Grancia, ehemalige Zehntscheune und heutiges Museum.
- Palazzo Gori-Martini, Palast, der seit 1500 im Besitz der Familie Martini und später der Gori-Martini stand.[6]
- Piazza dell’Orologio, Hauptplatz mit der Cappella di Piazza und dem ehemaligen Palazzo Comunale (Rathaus).
- Porta Contapecore, ca. 1,50 Meter hohes Schafs-Zähl-Tor im historischen Ortskern.
- Chiesa della Madonna della Piaggia, Kirche kurz außerhalb des Ortskern an der Straße nach San Gimignanello, die 1407 durch die Grancia entstand.[7]
- Pieve di Sant’Andreino, Pieve außerhalb des Ortskern an der Straße nach San Gimignanello. Wurde bereits 1178 von Papst Alexander III. als Außenstelle der Collegiata di Sant’Agata in Asciano erwähnte Pieve.[2]

## Verkehr
Die Anschlussstelle Serre di Rapolano liegt an der Schnellstraße von Siena zur A1 und zur RA6 nach Perugia.

## Wirtschaft
Im Ortsgebiet wurde bis in die 2000er Jahre hauptsächlich Travertin abgebaut.